# Râul Chețu
Râul Chețu este un curs de apă, afluent al râului Câlnău. 